# Sophie de Condorcet
Sophie de Condorcet, (Marie-Louise-Sophie) född 1764 i Meulan, död 8 september 1822 i Paris, känd som Madame de Condorcet, var en fransk salongsvärd (1789-93 och 1799-1822), feminist, författare och översättare, politiskt aktiv (girondist) under franska revolutionen. Hon var gift med matematikern och filosofen markis Nicolas de Condorcet (1786) och syster till marskalken markis Emmanuel de Grouchy.

## Biografi
Dotter till Francoise Jacques Marquis de Grouchy, före detta page hos Ludvig XV, och dennes intellektuella maka Marie Gilberte Henriette Freteau. Hennes äktenskap anses ha varit lyckligt, eftersom paret delade många intellektuella intressen. Från 1789 höll Sophie de Condorcet en berömd salong på l'Hotel des Monnaies mittemot Louvren, som spelade en stor roll för bildandet av girondist-partiet. Bland hennes gäster räknades Thomas Jefferson, Adam Smith, Anne Turgot, Pierre-Auguste Caron de Beaumarchais, Olympe de Gouges och Germaine de Staël. Hennes hus tjänade som mötesplats för den politiska föreningen Cercle Social, vilken hade som mål att arbeta för könens jämlikhet. Det har föreslagits att hennes egna åsikter som feminist hade inflytande över hennes makes Sur l’admission des femmes au droit de cité (3 juli 1790), vilken förespråkade rättigheter för kvinnor.
Efter jakobin-partiets maktövertagande 1793 gick maken under jorden och hennes salong stängdes. Hon uppmuntrade honom då att författa Esquisse d'un Tableau Historique des Progrès de l'Esprit Humain och Avis d'un Proscrit à sa Fille. Efter makens efterlysning tog hon ut skilsmässa i syfte att skydda deras egendom från konfiskering: skilsmässan gick dock inte igenom förrän efter hans död i fängelse, möjligen genom självmord. 
Eftersom skilsmässan inte hade gått igenom före makens död blev hennes egendom konfiskerad, och hon öppnade en affär för att försörja sig själv, sin dotter och sin syster. Hon publicerade en översättning av Adam Smith's Theory of Moral Sentiments (1798) med kommentarer, vilket blev dess franska standardverk. Hon publicerade från 1795 makens kvarlämnade skrifter: Éloges des Academiciens gavs ut 1799, och hans sammanfattade skrifter tillsammans med Joseph Garat 1801-1804.  
Hon öppnade år 1800 sin salong igen i Madame Helvétius gamla lokaler tillsammans med sin svåger Pierre Jean Georges Cabanis. Hennes nya salong var under Napoleon I:s regeringstid ett centrum för oppositionen. Hon gifte aldrig om sig, men inledde ett förhållande med Claude Charles Fauriel som varade till hennes död. Hon ska ha fortsatt framföra de åsikter som hennes döde make arbetat för, och var också fortsatt en övertygad feminist: enligt Tomalin hade hon viljan och intelligensen, men saknade kraften, att leda den franska kvinnorörelsen.